# Yekaterina Barashchuk
Yekaterina Barashchuk en ruso: Екатерина Баращук; Nizhnevártovsk, 20 de abril de 1999) es una deportista rusa que compite en escalada. Ganó una medalla de oro en el Campeonato Europeo de Escalada de 2020, en la prueba de velocidad.

## Palmarés internacional
| Campeonato Europeo | Campeonato Europeo | Campeonato Europeo | Campeonato Europeo |
| Año                | Lugar              | Medalla            | Prueba             |
| ------------------ | ------------------ | ------------------ | ------------------ |
| 2020               | Moscú (Rusia)      | Medalla de oro     | Velocidad          |